# Nomofòbia
La nomofòbia és la por irracional a sortir de casa sense el telèfon mòbil.
El terme, que és una abreviatura de l'expressió anglesa "no-mobile-phone phobia",
i va ser encunyat durant un estudi realitzat per l'Oficina de Correus del Regne Unit encarregat a l'institut demoscòpic YouGov per estimar l'ansietat que pateixen els usuaris de telèfons mòbils. L'estudi es va dur a terme al Regne Unit el 2011 i va comptar amb una mostra de 2.163 persones, revelant que gairebé el 53% dels usuaris de telèfons mòbils al Regne Unit tendeixen a sentir ansietat quan "perden el seu telèfon mòbil, se'ls esgota la bateria o el crèdit, o no tenen cobertura de la xarxa.
D'acord amb l'estudi, un 58% dels homes i el 48% de les dones pateix de la fòbia, i un 9% addicional se sent estressat quan els seus mòbils estan apagats. La investigació també ha demostrat que els nivells d'estrès d'una persona amb nomofòbia són equiparables amb els nervis que es tenen el dia abans del casament o de la visita al dentista.
Respecte de les raons perquè l'ansietat es manifesta, el 55% va afirmar que era pel fet d'estar "aïllat" de les possibles trucades o missatges de familiars i amics, mentre que un escàs 10% va afirmar que la causa era el seu treball, ja que li exigia estar connectat permanentement.

## Història
Els estudis sobre la nomofòbia van començar el 2011 al Regne Unit a través d'una investigació duta a terme per l'Institut Demoscópico YouGo i l'Oficina de Correus del país. En l'estudi van participar 2.163 persones, i el 53% d'elles va notificar que sentia ansietat quan no tenia el mòbil a mà, per exemple, quan es quedaven sense cobertura o bateria. A més, una altra conclusió a la que es va arribar és que aquesta ansietat es manifesta més en els homes que les dones que havien participat en l'estudi: concretament, en el 58% dels homes i el 48% de les dones.
A banda d'aquestes dades, l'Institut Nacional d'Estadística d'Espanya va informar que el 96% de les famílies té almenys un telèfon mòbil a la llar i que el 77% accedeix a Internet a través d'aquest dispositiu. En concret, els que el posseeixen realitzen almenys 34 activitats en línea al dia i justificaven aquesta dependència per requeriments laborals o aïllament social en no poder-se comunicar amb familiars i amics.
En l'àmbit nacional, segons el departament de Personalitat, Evaluació y Tractament Psicològic de la Universitat de Granada (UGR), s'afirma que el 8% d'universitaris espanyols pateix aquesta addicció al telèfon mòbil, encara que els símptomes d'un grau menor es manifesten en la majoria.
Actualment, segons informa José Ramón Martín Belló en el seu llibre sobre aquesta malaltia, "Espanya es troba entre els cinc països més sensibilizats amb la nomofobia".

## Símptomes
Són moltes les persones que pateixen dependència del telèfon mòbil i hi estan conctadas les 24 hores, i els experts pensen que el perfil del nomofòbic o nomofòbica és el d'una persona que té carències en l'àmbit de l'autoconfiança i baixa autoestima. A banda d'aquestes característiques, també destaquen la manca d'habilitats socials i de resolució de conflictes, i que en el temps d'oci només es fa un ús excessiu del mòbil.
Pel que fa a l'edat, aquest trastorn és més habitual en adolescents, ja que tenen més necessitat de ser acceptats pels altres i estan més familiaritzats amb les noves tecnologies.
Entre els símptomes de la nomofobia destaquen:
- Angoixa i desesperació en no tenir el mòbil disponible.
- Revisar el telèfon constantment per veure si es reben missatges nous.
- No prestar atenció al que passa al voltant.
- Mal de cap i d'estómac, pensaments obsessius, taquicàrdies.
- Alteracions del son. Això es refereix a treure hores de dormir per estar pendent de les xarxes socials
El telèfon mai està apagat i el porta sempre a prop, fins i tot s'ho deixa a la tauleta de nit per dormir.
- Estar pendent sempre de buscar un endoll per carregar el mòbil, de tenir bateria i de portar amb si tant el mòbil com la bateria.

## Conseqüències
Pel que fa a les conseqüències, destaquen:
- Por irracional a perdre el mòbil o deixar-lo oblidat.
- Baixa autoestima.
- Problemes d'interacció social.
- Ansietat, depressió, enuig, nerviosisme, preocupació extrema, estrès. etc.

## Mètodes de prevenció
L'educació és bàsica per prevenir aquest tipus de patologies associades a l'ús de les noves tecnologies
Des que es van incorporar de forma massiva els smartphones al mercat, cada vegada són més les persones que depenen exclusivament d'aquests aparells i cada vegada són més els usuaris que han desenvolupat aquest trastorn. El psicòleg Jonathan García-Allen en l'article "Síndrome FOMO: sentir que la vida dels altres és més interessant", comenta que "l'educació és bàsica per prevenir aquest tipus de patologies i s'ha de fer des d'edats primerenques". Segons el mateix García-Allen, "el problema principal no són les noves tecnologies, sinó l'ús patològic de les mateixes, que pot materialitzar-se tant en addicció com a usos que poden generar problemes psicològics".
Per tant, la clau no està en prohibir l'ús dels smartphones als nens i adolescents, sinó en fer-los entendre la importància de l'ús correcte d'aquests aparells i vetllar per una educació que comprengui tant els aspectes positius de les noves tecnologies com els usos indeguts i patològics. Referent a això, la prevenció en l'àmbit familiar i en l'escola és de vital importància.
D’altra banda, un estudi de Rastreator.com fet a Espanya el 2018, afirma que més de 7,6 milions de persones es consideren addictes al mòbil. Tenint en consideració els avenços tecnològics d’aquests darrers sis anys i la personalització dels algoritmes dissenyats per enganxar a l'usuari, el més probable és que aquesta xifra hagi augmentat significativament. En resposta a l'augment de la dependència, al llarg del temps han sorgit diverses alternatives i moviments amb l’objectiu de reduir el temps d’ús dels mòbils.
Un moviment destacat va ser el Projecte Digital Sabbath. Un projecte inspirat en el sabbat jueu que anima a les persones a desconnectar dels dispositius electrònics (mòbils, ordinadors, tauletes) un dia a la setmana. Amb això es busca ocupar el temps que es guanya sense fer ús dels mòbils en millorar la relació amb l'entorn. Seguint la mateixa línia, una altra cèlebre jornada sense mòbil és el National Day of Unplugging als Estats Units. Des de l'any 2009, el primer dissabte de març de cada any s'ha celebrat àmpliament el dia nacional per desconnectar de les pantalles. Se celebra anualment el primer divendres de març i dura des del vespre de divendres fins al vespre de dissabte, seguint el format tradicional del sabbat jueu. Es tracta d’una iniciativa anual que anima les persones a desconnectar completament dels dispositius electrònics durant 24 hores amb la intenció de conscienciar sobre l’impacte de la tecnologia en la nostra vida quotidiana i de promoure un ús més conscient i equilibrat dels dispositius digitals.
Pel que fa a eines per disminuir el temps d'ús del mòbil hi destaquen plataformes com Forest. Aquesta aplicació ajuda a limitar l’ús del mòbil bloquejant aplicacions durant certs períodes. El funcionament de Forest és molt senzill, es tracta de triar un arbre i de marcar-te l'objectiu del temps que vols estar concentrat sense fer servir el mòbil. Un cop fet això, l'aplicació inicia un comptador en el qual apareix l'arbre triat i si falles, és a dir, si deixes l'app i te'n vas a una altra, l'arbre morirà. Per tant, com més temps estiguis sense fer servir el mòbil, més arbres plantaràs i més monedes aconseguiràs. Les monedes es poden invertir per comprar noves espècies d'arbres virtuals per personalitzar el teu bosc virtual. Ara bé, la gràcia del joc està en el fet que si et desconcentres, és a dir, si fas ús d'altres aplicacions, al bosc apareixeran els arbres morts, reflectint les vegades que no vas ser capaç de concentrar-te. Tanmateix, hi ha mòbils que ofereixen una altra alternativa, ja que tenen l’opció de limitar el temps d’ús del dispositiu, ja sigui establint un límit personalitzat en funció de cada aplicació o programant un horari d’encès i d’apagat del mòbil.
Així mateix, una altra estratègia per disminuir el temps excessiu davant la pantalla és canviar el disseny del mòbil per fer-lo menys atractiu i reduir la temptació d'utilitzar-lo. Una de les  propostes és posar la pantalla en blanc i negre. Un estudi rellevant sobre els avantatges de posar el mòbil en blanc i negre va ser realitzat per Thomas Z. Ramsoy, director executiu de Neurons que va utilitzar escaneigs cerebrals per estudiar l'impacte de les aplicacions al cervell. Segons Ramsoy, canviar la pantalla del telèfon a escala de grisos és "una idea molt bona" per reduir l'addicció al dispositiu mòbil. Aquest estudi suggereix que eliminar els colors de la pantalla pot debilitar l'impacte visual del dispositiu, la qual cosa potencialment porta a una menor dependència del telèfon. En efecte, els colors vius de les aplicacions estan dissenyats per captar l’atenció dels usuaris i fer-les més addictives. Tant és així que el fet de convertir la pantalla a escala de grisos, es redueix dràsticament aquesta atracció visual, fent que l’ús del mòbil es torni menys estimulant. Cal destacar que aquesta opció està disponible tant en dispositius Android com iOS, generalment als ajustos d’accessibilitat o benestar digital.
Finalment, dues accions més que contribueixen a reduir l’addicció i la dependència als telèfons intel·ligents són: desinstal·lar les aplicacions no essencials i desordenar la pantalla d’inici. D’una banda, eliminar aplicacions que consumeixen molt de temps redueix la temptació d'utilitzar el mòbil de manera impulsiva i ajuda a prioritzar les activitats més importants. Moltes aplicacions, especialment les xarxes socials, estan dissenyades per captar l’atenció amb notificacions constants, interfícies atractives i contingut que fomenta un ús prolongat. Aquestes característiques poden provocar una pèrdua significativa de temps i dificultar la concentració en altres tasques. D’aquesta manera, el fet d’eliminar aquestes aplicacions provoca un impediment a l’hora d’accedir-hi amb facilitat. Això fomenta un ús més conscient del mòbil, ja que accedir a aquestes plataformes requerirà més esforç, com per exemple, utilitzar-les des d’un ordinador o instal·lar-les temporalment. D’altra banda, reorganitzar la pantalla d’inici del mòbil és clau. En efecte, el psiquiatre Augusto Zafra, a l'article sobre addiccions tecnològiques, recomana "eliminar de la pantalla d'inici del mòbil les aplicacions que més freqüents" i col·locar al seu lloc aplicacions que aportin beneficis, com les que milloren la productivitat o l'aprenentatge.